# Westland Wyvern
A Wyvern együléses brit többcélú, repülőgép-hordozók fedélzetéről üzemeltetett vadászbombázó repülőgép, amit a Westland Aircraft tervezett és gyártott le kis mennyiségben a Királyi Haditengerészet (Royal Navy) részére. Gázturbinát építettek be a sárkányszerkezetbe, amely egy kétkoszorús koaxiális légcsavart hajtott meg, de ezen kívül is több sajátos szerkezeti kialakítást alkalmaztak a típuson (pl. osztott fékszárny). Repülési teljesítményének köszönhetően különféle bombák és légi indítású torpedók bevetésére is alkalmassá vált, bevetették a szuezi válság idején is, a Musketeer hadművelet keretében. Ezt követően kivonták a hadrendből, átadva helyüket a nagyobb teljesítményű sugárhajtású repülőgépeknek.
Fegyverzete: 4 db Hispano MK v 20 mm-es gyorstüzelő gépágyú.